# Слупя-Надбжежна
Слупя-Надбжежна (пол. Słupia Nadbrzeżna) — село в Польщі, у гміні Тарлув Опатовського повіту Свентокшиського воєводства.
Населення — 53 особи (2011).
У 1975-1998 роках село належало до Тарнобжезького воєводства.

## Демографія
Демографічна структура на день 31 березня 2011 року:
|          | Загалом | Допрацездатний вік | Працездатний вік | Постпрацездатний вік |
| -------- | ------- | ------------------ | ---------------- | -------------------- |
| Чоловіки | 25      | 2                  | 18               | 5                    |
| Жінки    | 28      | 4                  | 11               | 13                   |
| Разом    | 53      | 6                  | 29               | 18                   |